# Attendorf (Gemeinde Hitzendorf)
Attendorf ist ein Dorf und eine Ortschaft sowie eine Katastralgemeinde der Marktgemeinde Hitzendorf. Bis Ende 2014 war Attendorf eine eigenständige Gemeinde mit 1823 Einwohnern (Stand 1. Jänner 2015) in der Steiermark im Bezirk Graz-Umgebung. Seit 2015 ist sie im Rahmen der Gemeindestrukturreform mit den Gemeinden Hitzendorf und Rohrbach-Steinberg zusammengeschlossen, die neue Gemeinde führt den Namen „Hitzendorf“ weiter.

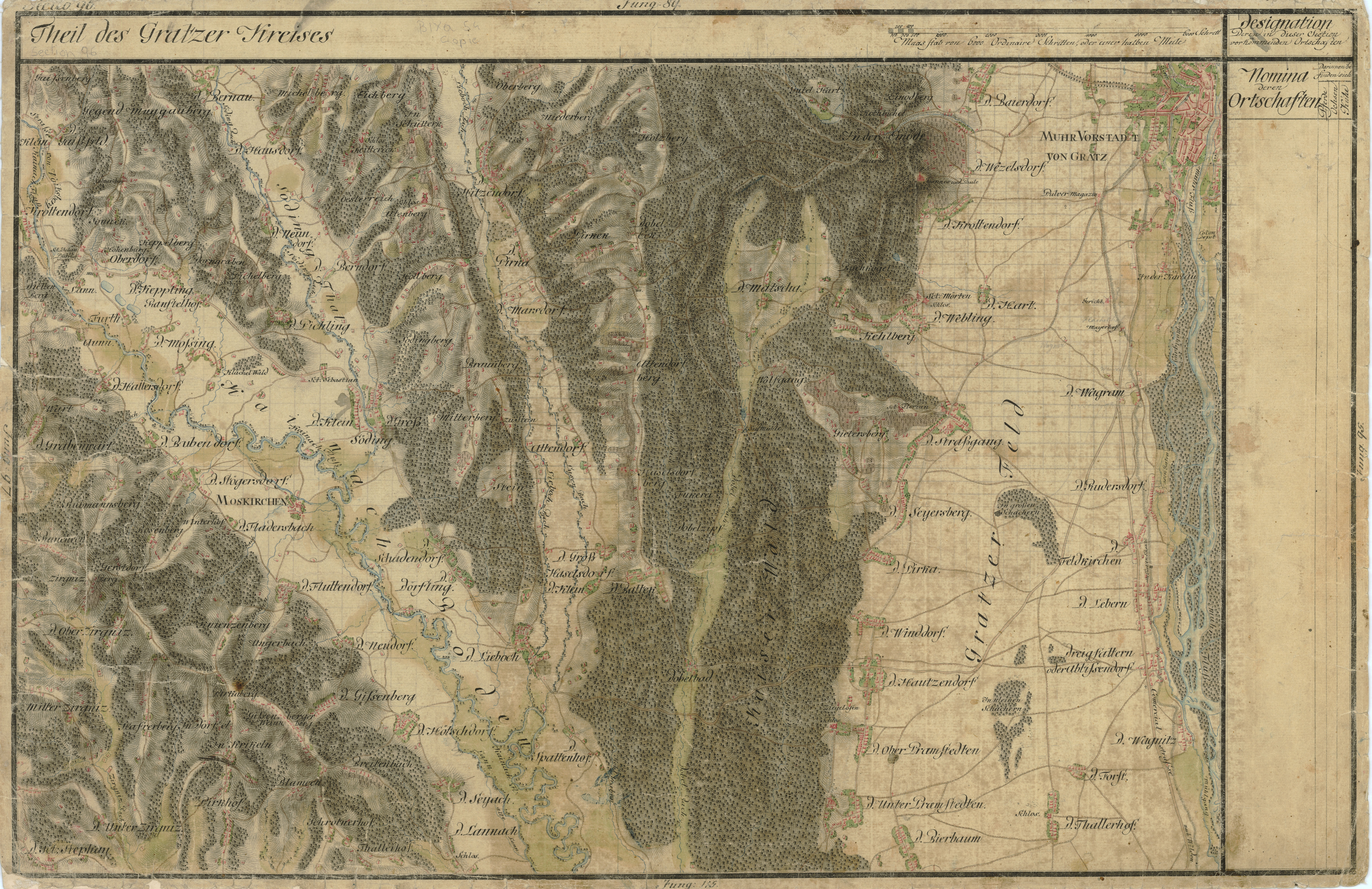
Das Gebiet der Gemeinde in der Josephinischen Landesaufnahme, um 1790 (etwa Kartenmitte)

## Geografie

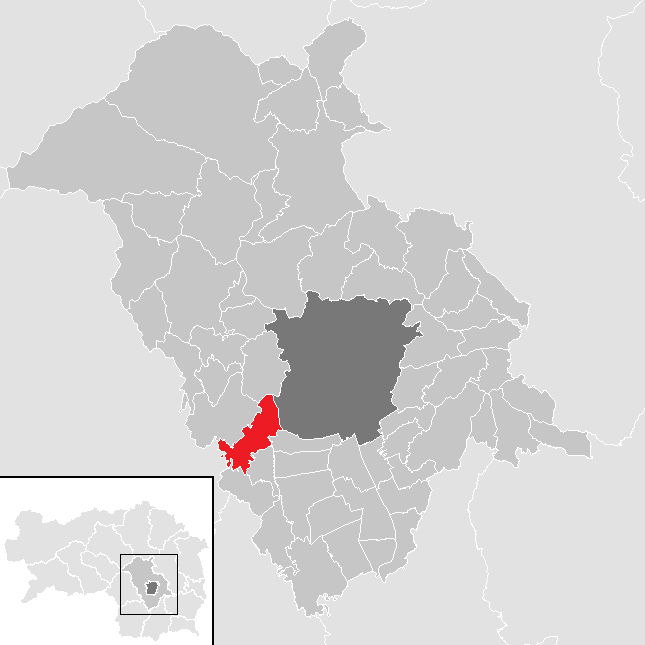
Lage der ehemaligen Gemeinde im Bezirk Graz-Umgebung

### Geografische Lage
Das ehemalige Gemeindegebiet liegt ca. 10 km südwestlich der Landeshauptstadt Graz am Lusenbach, einem linken Zufluss des Liebochbachs. Höchste Erhebung im Gebiet ist der 539 m ü. A. hohe Bockkogel nahe der Grazer Stadtgrenze.

### Gliederung
Das Gemeindegebiet umfasste folgende acht Ortschaften (in Klammern Einwohnerzahl Stand 1. Jänner 2024):
- Attendorf (420)
- Attendorfberg (309)
- Mantscha (597)
- Mühlriegl (149)
- Riederhof (258)
- Schadendorfberg (77)
- Södingberg (56)
- Stein (322)

Die Gemeinde bestand aus den Katastralgemeinden Attendorf, Mantscha und Schadendorfberg.

### Nachbargemeinden bis Ende 2014
| Hitzendorf | Hitzendorf                                  | Thal       |
| Söding     | Kompassrose, die auf Nachbargemeinden zeigt | Graz       |
| Lieboch    | Haselsdorf-Tobelbad                         | Seiersberg |

## Geschichte
Die Ortsgemeinde als autonome Körperschaft entstand 1850. Nach der Annexion Österreichs 1938 kam die Gemeinde zum Reichsgau Steiermark, 1945 bis 1955 war sie Teil der britischen Besatzungszone in Österreich.
In der Gemeinde und ihrer Umgebung befanden sich eine Reihe kleiner, wirtschaftlich nicht abbauwürdiger Erz- und Kohlelagerstätten, die zu jenen des Grazer Paläozoikums gehören. Sie wurden eingehend untersucht.

## Politik
Letzter Bürgermeister war Josef Aichinger. Der Gemeinderat setzte sich nach der Gemeinderatswahlen in der Steiermark 2010 wie folgt zusammen:
| ÖVP            | 6 Sitze |
| SPÖ            | 4 Sitze |
| Attendorf 2000 | 3 Sitze |
| FPÖ            | 1 Sitz  |
| Grüne          | 1 Sitz  |

### Wappen
Die Verleihung des Gemeindewappens erfolgte mit Wirkung vom 1. Juli 1992.
Blasonierung (Wappenbeschreibung):
„In rotem Schild ein Balken von vier blauen, goldgesäumten und goldfacettierten Rauten, oben von drei goldenen Fruchtständen des Flachses mit je drei Kapseln, unten von drei gestürzten goldenen Weinblättern begleitet.“

## Wirtschaft und Infrastruktur

### Verkehr
Attendorf liegt an der Straße von Lieboch nach Hitzendorf. In der Nähe befindet sich die Süd Autobahn A 2. Die nächstgelegenen Anschlussstellen sind Mooskirchen (200) in 8 km Entfernung und Unterpremstätten (188) in 7 km Entfernung.
Ein Bahnhof ist im Ort nicht vorhanden, allerdings bieten die Nachbargemeinden Zugang zur Graz-Köflacher Eisenbahn: Der Bahnhof Söding-Mooskirchen in fünf Kilometer Entfernung zur Strecke Graz – Köflach und der Bahnhof Lieboch zusätzlich zur Strecke Lieboch – Deutschlandsberg.
Der Flughafen Graz ist circa 15 km entfernt.
Die Stadt Graz kann u. a. mit der Watzke Buslinie 711 erreicht werden.